# Myron Timothy Herrick
Pour les articles homonymes, voir Herrick.
Myron Timothy Herrick, né le 9 octobre 1854 à Huntington Township (en) (comté de Lorain, Ohio, États-Unis) et mort le 31 mars 1929 à Paris (France), est un homme politique républicain de l'Ohio, 42e gouverneur de cet État de 1904 à 1906 et ambassadeur des États-Unis en France de 1912 à 1914 puis de 1921 à 1929.

## Biographie
Né à Huntington (en) dans le comté de Lorain (Ohio), il est le fils d'un fermier, Timothy Robinson Herrick. Il poursuit des études supérieures à l'Oberlin College et à l'université Wesleyenne de l'Ohio, études terminées sans diplôme,. Il épouse Carolyn Parmely, originaire de Dayton (Ohio), le 30 juin 1880. Ils auront un fils, Parmely Webb Herrick.

## Carrière

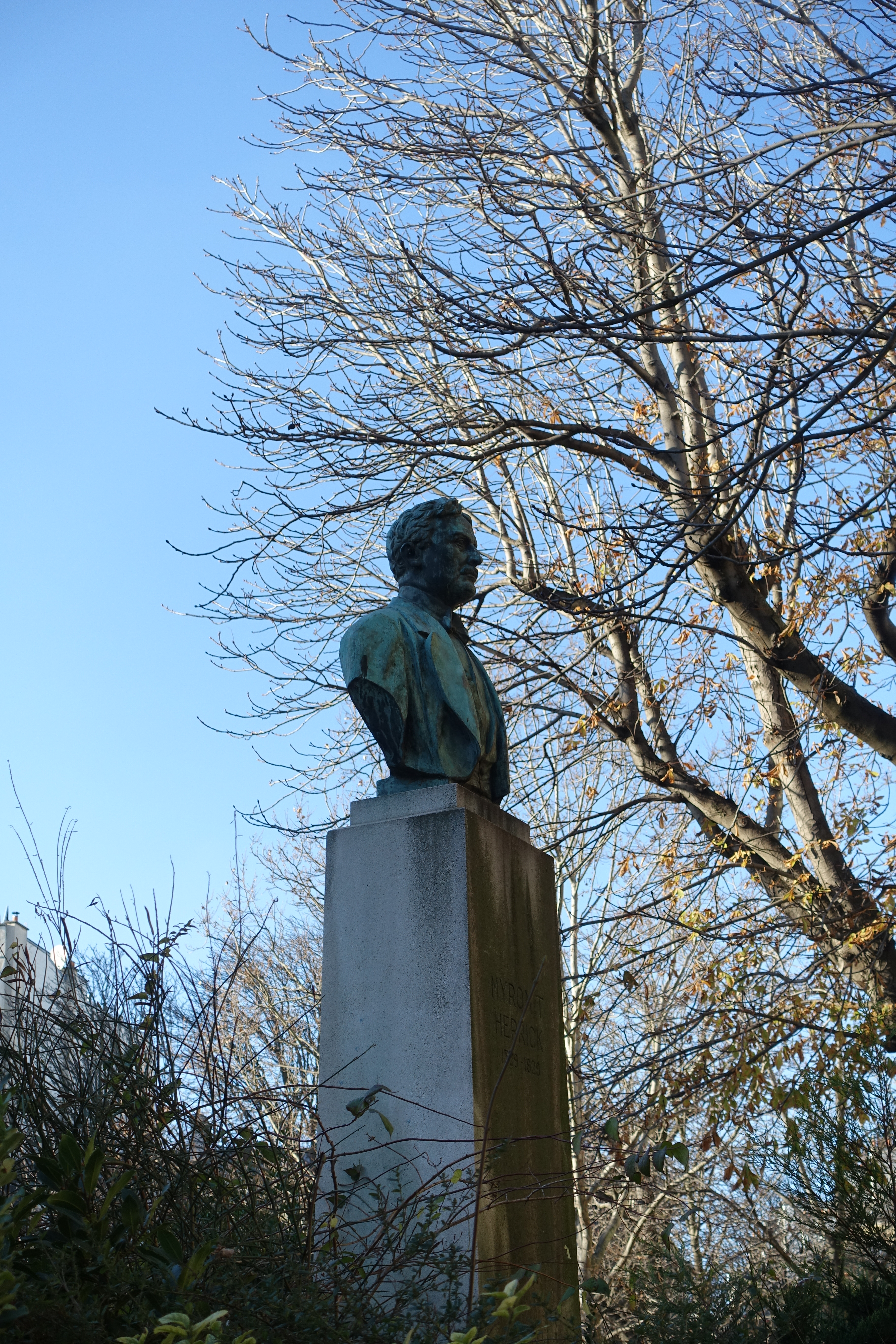
Statue dans le square Thomas-Jefferson (16e arrondissement de Paris).

Myron T. Herrick est gouverneur de l'Ohio de 1904 à 1906, puis ambassadeur des États-Unis en France de 1912 à 1914, puis à nouveau de 1921 à 1929. Il se présente aux élections sénatoriales américaines en 1916 mais est battu par Atlee Pomerene (en).
Le 19 octobre 1921, à Paris, un attentat à la grenade est perpétré contre l’ambassadeur Herrick, à sa résidence du 16 avenue de Messine ; cet attentat, qui ne fait qu’un blessé léger, s’inscrit dans le cadre de la campagne contre la condamnation à mort des anarchistes italiens Sacco et Vanzetti.
Peu après six heures et demie du soir le 21 mai 1927, alors que le nom de Charles Lindbergh « ne lui disait pas grand-chose », Herrick partit, par principe, vers l'aéroport du Bourget, quand l'information « un peu trop belle pour être vraie » l'atteignit que l'aviateur avait été vu au dessus de l'Irlande. Quatre heures plus tard, couvert de rouge à lèvres d'avoir été embrassé par des Sud-Américaines enthousiastes, il brandissait le casque de l'aviateur au balcon devant une foule en délire. S'ensuivit une semaine de réceptions officielles où « l'ambassadeur des États-Unis en France et presque tout son personnel » ne s'occupèrent plus que d'accompagner « un jeune citoyen américain dont, quelques jours auparavant, on n'avait jamais entendu parler »…
Il meurt d'une attaque cardiaque le 31 mars 1929 à Paris, alors qu'il avait pris froid en participant, quelques jours plus tôt, aux funérailles du maréchal Foch. Son cercueil est rapporté aux États-Unis par le croiseur Tourville.

## Hommages

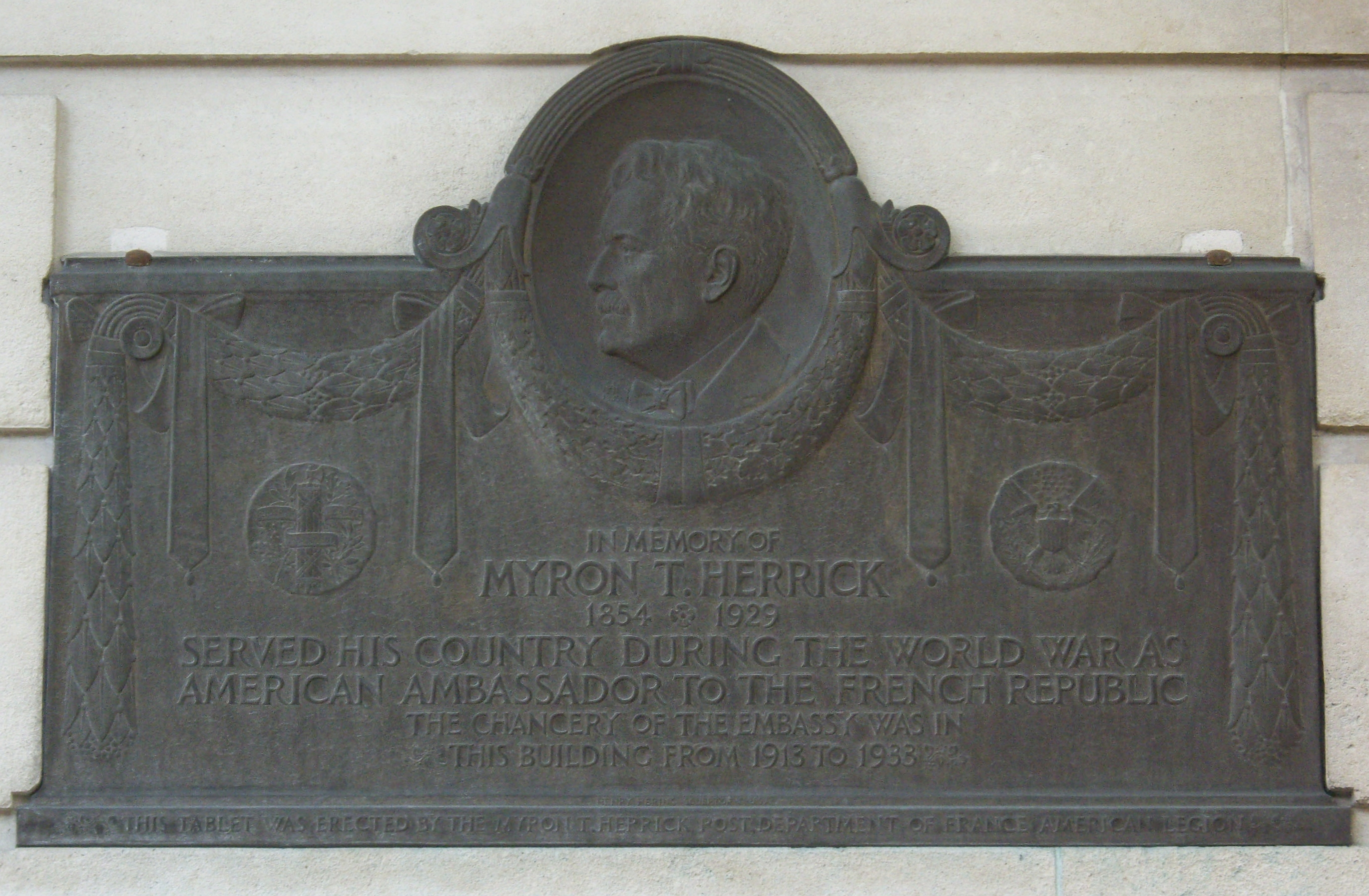
Plaque au n°5 rue de Chaillot (16e arrondissement de Paris).

Un buste le représentant, réalisé par le sculpteur Léon-Ernest Drivier, est inauguré le 12 février 1937 dans le square Thomas-Jefferson de la place des États-Unis (16e arrondissement de Paris). Dans le même arrondissement, n°5 rue de Chaillot, là où se trouvait la chancellerie de l'ambassade, une plaque commémorative lui rend hommage. L'avenue Myron-Herrick, dans le 8e arrondissement de Paris, lui est dédiée depuis 1938. Il est également citoyen d'honneur de la Ville de Paris. Très impliqué dans la reconstruction de la ville, Reims lui a dédié une place.